# Girl : La Fille à la hache
Pour plus de détails, voir Fiche technique et Distribution.
Girl : La Fille à la hache (Girl) est un film américain réalisé par Chad Faust sorti en 2020.

## Synopsis
De retour dans sa ville natale pour se venger de son père abusif, une jeune femme découvre que ce dernier a été assassiné la veille de son arrivée. Au cours de sa quête pour découvrir la vérité, elle se retrouve confrontée à un shérif malveillant et violent avec son complice Charmer.

## Fiche technique
Sauf indication contraire, les informations mentionnées dans cette section peuvent être confirmées par les bases de données cinématographiques IMDb et Allociné,  présentes dans la section « Liens externes ».
- Titre : Girl : La Fille à la hache
- Titre original : Girl
- Réalisation : Chad Faust
- Scénario : Chad Faust
- Production : Thomas Michael, Sara Shaak, Shayne Putzlocher
- Production exécutive : Dave Duckett, Joe Ferraro, Conor McAdam, Jean Pierre Magro
- Montage : Gloria Tong
- Pays d'origine :  États-Unis
- Langue : anglais
- Genre : Thriller
- Durée : 94 minutes
- Dates de sortie :
  -  États-Unis : 25 septembre 2020
- interdit aux moins de 12 ans

## Distribution
Sauf indication contraire, les informations mentionnées dans cette section peuvent être confirmées par les bases de données cinématographiques IMDb et Allociné,  présentes dans la section « Liens externes ».
- Bella Thorne (VF : Vanessa Van-Geneugden) : Girl
- Chad Faust (VF : Yoann Sover) : Charmer
- Mickey Rourke (VF : Michel Vigné) : le shérif
- Lanette Ware : Betty
- Elizabeth Saunders : Mama
- Glen Gould (VF : José Luccioni) : le barman

 Source et légende : version française (VF) sur RS Doublage,